# لیام ادواردز
لیام ادواردز (انگلیسی: Liam Edwards؛ زادهٔ ۲ اکتبر ۱۹۹۶) بازیکن فوتبال اهل بریتانیا است.
از باشگاه‌هایی که در آن بازی کرده‌است می‌توان به باشگاه فوتبال استوک سیتی اشاره کرد.